# رابرت شرلی
سر رابرت شرلی (به انگلیسی: Sir Robert Shirley؛ ۱۵۸۱–۱۳ ژوئیه ۱۶۲۸ میلادی) جهانگرد و سفیر انگلیسی بود که همراه با بردارانش، به دلیل سفرهایش به ایران صفوی در سده ۱۷ میلادی شناخته می‌شود. او از برادرانش، آنتونی شرلی و توماس شرلی کوچک‌تر بود.
برادران شرلی در زمان شاه عباس بزرگ به ایران آمدند و در بهبود و گسترش زمینه‌های نظامی و دیپلماتیک صفویان نقش اساسی داشتند. شخش رابرت شرلی به خاطر کمک به نوسازی و بهبود ارتش ایران صفوی بر اساس مدل انگلیسی، به درخواست شاه عباس شناخته می‌شود. این کار بسیار موفقیت‌آمیز بود؛ زیرا پس از آن صفویان ثابت کردند که نیرویی برابر با رقیب اصلی خود امپراتوری عثمانی هستند.

## اوایل زندگی
رابرت شرلی سومین پسر سر توماس شرلی از ویستون ایالت ساسکس و آن کمپ، دختر سر توماس کمپ (مرگ ۷ مارس ۱۵۹۱) از اولانتیگ در وای، کنت بود و در انگلستان به دنیا آمد. او دو برادر بزرگتر به نام های سر توماس شرلی و سر آنتونی شرلی داشت. او همچنین شش خواهر نیز داشت که از دوران نوزادی جان سالم به در بردند.

## سفر به ایران
رابرت به همراه برادرش آنتونی شرلی در ۱۵۹۸م به ایران سفر کرد. آنتونی شرلی در ۱۰ آذر سال ۹۷۸ ه‍.ق/۱ دسامبر ۱۵۹۹ م به همراه ۵۰۰۰ اسب وارد ایران شد و تا اردیبهشت ۹۷۹ ه‍.ق/می ۱۶۰۰ م در ایران ماند. او از سوی لرد اسکس مأموریت داشت تا ارتش ایران صفوی را تعلیم دهد. به او همچنین فرمان داده شده بود که واحد توپخانه ایران را تقویت و نیروها را آموزش دهد.
بعد از آنکه آنتونی به همراه حسینعلی بیگ بیات برای برقراری رابطه با کشورهای مسیحی ایران را ترک کرد، رابرت به همراه چهارده انگلیسی دیگر در ایران ماند. او به خاطر خدماتش در جنگ با عثمانی مورد توجه شاه عباس قرار گرفت و در ایران با ترزا سامپسونیا که برادرزاده یکی از زنان چرکسی شاه عباس بود ازدواج کرد. در سال ۱۶۰۳م با ورود ایشتوان کاکاش، سفیر رودلف دوم، امپراتور امپراتوری مقدس روم و همچنین، سفیر روسیه تزاری، شاه عباس رابرت شرلی را مأمور پذیرایی از سفرا کرد. رابرت شرلی به لنگرود رفت تا هیئت سیاسی را به اصفهان به نزد شاه عباس ببرد، ولی کاکاش و اعضای سفارت به دلیل بدی هوا و ناسازگاری آب و غذا و احتمالاً پشه مالاریا بیمار شدند. کاکاش و سه تن از همراهانش پس از رسیدن به لاهیجان درگذشتند. او در بستر مرگ، منشی‌اش فون در یابل را به جانشینی خود و ریاست هیئت برگزید.
رابرت شرلی در ۱۶۰۹م به فرمان شاه عباس با لباس ایرانی و تاج قزلباش برای انجام ماموریت‌های دیپلماتیک به سفارت ایران در اروپا فرستاده شد تا به دربار جیمز اول انگلستان و دیگر پادشاهان و شاهزادگان اروپایی برود. او همچون برادرش آنتونی، به عنوان سفیر به میان شاهان مسیحی رفت تا آنان را علیه امپراتوری عثمانی متحد کند.

## اولین مأموریت در اروپا

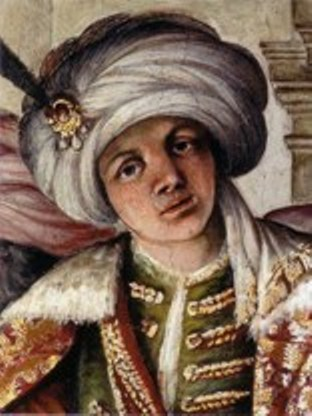
نگاره‌ای از رابرت شرلی در زمان ملاقات با پاپ پل پنجم در رم در سال ۱۶۱۱م؛ کشیده شده در سال ۱۶۱۵–۱۶۱۶ میلادی

رابرت شرلی در امپراتوری مقدس روم به حضور رودلف دوم بار یافت و امپراتور به خاطر خدماتش در جنگ با ترکان عثمانی او را به مقام شوالیه و کنت پالادین مفتخر کرد. رابرت از پاپ پل پنجم نیز لقب کنت دولاتران گرفت. او دو سال در اسپانیا ماند زیرا اطمینان نداشت که جیمز اول، پادشاه انگلستان او را به عنوان سفیر یک دولت خارجی بپذیرد. دربار انگلستان در نهایت او را پذیرفت و پادشاه به او لقب «سر» داد.
رابرت شرلی در انگلستان نامه‌ها و پیشنهادهای شاه عباس در مورد قرارداد بازرگانی بین دو کشور و صدور ابریشم (که انحصار آن در اختیار شاه بود) را ارائه داد؛ ولی هیئت مدیره چهار نفری کمپانی هند شرقی بریتانیا به علت منافعی که انگلستان در تجارت با امپراتوری عثمانی داشت پیشنهادهای شاه عباس را رد کردند. رابرت شرلی سپس به هند رفت و نامه شاه عباس را به جهانگیرشاه امپراتور گورکانی هند تسلیم کرد.

## دومین مأموریت در اروپا

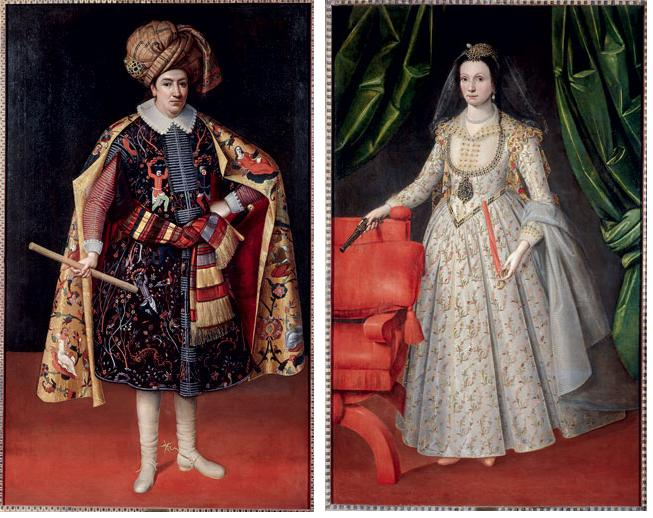
نگاره دوتایی رابرت شرلی و همسرش ترزا سامپسونیا؛ لباس و عمامه صفوی شرلی میزبانان اروپایی او را به شدت تحت تأثیر قرار داد.

او در سال ۱۶۱۳م با هدایای متعدد جهانگیر به ایران بازگشت. شاه عباس قصد داشت یک سفیر به اروپا بفرستد و پس شنیدن خبر بازگشت شرلی او را برای این ماموریت انتخاب کرد. شاه عباس امپراتوری اسپانیا و پرتغال را تنها قدرت‌های اروپایی می‌دانست که می‌توانند علیه امپراتوری عثمانی از طریق عملیات نظامی در مدیترانه، به او کمک کنند و همچنین کمک کنند تا دست آن‌ها از درآمد گمرکی و ترابری صادرات ابریشم ایران کوتاه شود.
به نظر می‌رسد به رابرت شرلی دستور داده شد که تلاش خود برای به توافق رسیدن با مادرید را انجام دهد. اما قرار شد اگر مذاکرات شکست خورد به امپراتوری انگلستان روی بیاورد و نه تنها پیشنهاد‌های جدیدی درباره ابریشم ارائه کند، بلکه با خود کشتی جنگی (احتمالا برای بیرون آوردن جزیره هرمز از چنگ پرتغالی‌ها) نیز بیاورد. شرلی سرانجام در اکتبر سال ۱۶۱۵م اصفهان را ترک کرد و در پاییز سال ۱۶۱۷م به لیسبون رسید. او تلاش می‌کرد به توافقی برسد که طبق آن، اسپانیا_پرتغال صادرات ابریشم ایران را در دست بگیرد و با مسدود کردن دریای سرخ، به دولت عثمانی، فشار اقتصادی بیشتری وارد کند. او همچنین وظیفه داشت فیلیپ سوم را وارد اتحاد نظامی علیه عثمانی کند.
ایده شاه عباس حمله دریایی اسپانیا به قبرس و سپس پیاده شدن در سواحل سوریه و تصرف حلب بود (چون صادرات ابریشم ایران در حلب انجام می شد). همزمان ایرانیان نیز در آناتولی به سمت دیاربکر پیشروی کنند. اسپانیا برای قبولی هر دو پیشنهاد، به عنوان پیش شرط، بر بازگرداندن بندر گمبرون (بندر عباس)، بحرین و قشم تاکید کرد که ایران در سال‌های قبل آن‌ها را پس گرفته بود؛ اما این برای شاه عباس قابل قبول نبود. شرلی در نهایت پس از پنج سال تلاش موفق به مذاکره با اسپانیا نشد. او در ماه مارس سال ۱۶۲۲م اسپانیا را ترک و در دسامبر ۱۶۲۳م به لندن آمد.

## اواخر عمر
او سومین سفر خود به ایران را در سال ۱۶۲۷م انجام داد و سر دودمور کاتن، اولین سفیر بریتانیا در ایران را همراهی کرد. اما مدتی پس از رسیدن به ایران در قزوین درگذشت.
سر رابرت شرلی پس بازگشت از سومین و آخرین سفر خود به دیدار شاه عباس برای بازگویی نتایج و بازدید وی رفت؛ منتها بخاطر بدگویی‌های نزدیکان و شایعات با بی‌مهری و کم توجهی شاه عباس پس از مدت‌ها صمیمیت روبه رو شد. این موضوع سبب افسردگی شدید او گشت؛ به طوری که یک ماه آخر عمر خود خیلی کم لب به غذا می‌زد و خیلی کم صحبت می‌کرد و تماماً افسوس عمر برباد رفتهٔ خود را جهت ماموریت‌های بعضاً بی‌نتیجه‌اش می‌خورد. با این حال، گرچه از شاه و حتی اطرافیان گذشته بود اما شاید این غم بود که او را سرانجام از پا درآورد.